# لينغ لون
لينغ لون (الصينية التقليدية : 伶 伦 أو 泠 伦) هو المؤسس الأسطوري للموسيقى في الصين القديمة.
في الأساطير الصينية، قيل إنه قد ابتكر المزامير المصنوعة من الخيزران التي عزفت وقلدت أصوات العديد من الطيور، بما في ذلك العنقاء الأسطورية. يقال أن «الإمبراطور الأصفر» امر بصب الأجراس كي تقرع في تناغم مع تلك المزامير.

## في العصر الحديث
في لعبة الكمبيوتر الحضارة (الإصدار الرابع) يظهر لينغ لون كما يبدو تحت لقب الفنان العظيم.